# الخشف (الشحر)
'

تعديل مصدري - تعديل

الخشف هي إحدى قرى عزلة الشحر بمديرية الشحر التابعة لمحافظة حضرموت، بلغ تعداد سكانها 96 نسمة حسب تعداد اليمن لعام 2004.